# Maria Anna av Österrike (1770–1809)
Maria Anna av Österrike, född 1770, död 1809, var en österrikisk ärkehertiginna. 
Hon gifte sig aldrig. Hon var furstinne-abbedissa i Theresianisches Adeliges Damenstift i Prag mellan 1791 och 1800. Som abbedissa medverkade hon i sina föräldrars kröning till kung och drottning av Böhmen 1791, och krönte då sin mor till drottning. 